# جو جین مو
جو جین مو (کره‌ای: 주진모؛ زادهٔ ۲۶ سپتامبر ۱۹۷۴) بازیگر اهل کره جنوبی است. او به خاطر ایفای نقش در یک گل یخ‌زده (۲۰۰۸) و ملکه کی (۲۰۱۳) شناخته می‌شود.

## زندگی شخصی
جو جین مو و دکتر مین هه یون در ۱ ژوئن ۲۰۱۹ در جزیره ججو ازدواج کردند. مین فارغ‌التحصیل دانشگاه ملی سئول با تخصص پزشکی خانواده است.